# Cimatura
La cimatura è un processo di finissaggio tessile che consiste nel taglio della peluria del tessuto su pezze finite. Il taglio del pelo ha scopi differenti, a seconda della superficie su cui viene applicato e dell'altezza a cui il pelo viene tagliato. 

## Scopi della cimatura
- pareggiare il livello del pelo in modo da renderlo uniforme, si applica dopo che un tessuto ha subito l'operazione di garzatura, processo che estrae il pelo e rende una mano morbida al tessuto.
- eliminazione completa del pelo per ottenere tessuti lisci, se ripetuto da una macchina chiamata bruciapelo, con l'asportazione totale della peluria delle fibre tessili, viene evidenziata l'armatura del tessuto.
- creazione del pelo del velluto, nella preparazione del velluto il filato dell'ordito di pelo viene tagliato per creare la superficie vellutata. Operazione realizzata man mano che il velluto viene tessuto, un tempo a mano tramite un accessorio chiamato travette; oggi automaticamente da una lama che divide i due strati del tessuto doppio collegati dall'ordito di pelo.

## Cimatrice
La cimatrice è un macchinario dotato di un cilindro rotante fornito di lame a spirale, chiamato maschio, e un coltello di riscontro. Il tessuto viene fatto scorrere nella macchina a 15/30 metri al minuto e le lame del cilindro tagliano la peluria all'altezza programmata, un impianto di aspirazione provvede a raccogliere il pelo tagliato. I cilindri, con un diametro tra 8 e 10 cm possono essere fino a quattro.
La prima cimatrice meccanica venne inventata da Adriano Luigi cavaliere di Cochelet, di cui ne ebbe i patentini dalla Cancelleria del Governo Imperiale Austriaco, riunitasi il 21 maggio 1818 in Innsbruck. L'Imperatore Francesco Giuseppe II d'Austria.